# خمسون درجة أغمق
خمسون درجة أغمق (بالإنجليزية: Fifty Shades Darker)‏ هي رواية رومانسية في 2012 بواسطة للمؤلفة البريطانية إي. إل. جيمس. هي الرواية الثانية من ثلاثية خمسون درجة التي تتتبع العلاقة المتعمقة بين الخريجة الجامعية، أنستازيا ستيل، ورجل الأعمال الشاب، كريستيان جراي. إن المجلدان الأول والثالث، خمسون درجة من الرمادي وخمسون درجة طليق، نُشرا في 2011 و2012. نُشرت الرواية بواسطة كتب فينتغ ووصلت إلي رقم 1 في قائمة يو إس إيه توداي للأفضل مبيعا.
وصلت الرواية إلى المرتبة الثانية في قائمة كتب الولايات المتحدة الأمريكية الأكثر مبيعًا لصحيفة يو إس إيه توداي واعتبرتها صحيفة الغارديان في المرتبة 11 على قائمة أفضل 100 كتاب مبيعًا على الإطلاق في المملكة المتحدة.

## وصلات خارجية
- الصفحة الرسمية للمؤلف